# Hirschberg (Bregenzerwaldgebirge)
Hirschberg är ett berg i Österrike.   Det ligger i distriktet Bregenz och förbundslandet Vorarlberg, i den västra delen av landet, 500 km väster om huvudstaden Wien. Toppen på Hirschberg är 1 834 meter över havet, eller 466 meter över den omgivande terrängen. Bredden vid basen är 3,5 km.
Terrängen runt Hirschberg är kuperad åt nordost, men åt sydväst är den bergig. Närmaste större samhälle är Mittelberg, 12,3 km öster om Hirschberg. 
I omgivningarna runt Hirschberg växer i huvudsak blandskog. Runt Hirschberg är det ganska tätbefolkat, med 144 invånare per kvadratkilometer.